# Puchar Narodów Pacyfiku 2014
Puchar Narodów Pacyfiku 2014 – dziewiąta edycja corocznego turnieju organizowanego pod auspicjami IRB dla drużyn z regionu Pacyfiku. Turniej odbywał się pomiędzy 7 a 21 czerwca 2014 roku i wzięło w nim udział sześć reprezentacji.

## Informacje ogólne
System rozgrywek zmienił się w porównaniu do poprzedniej edycji i został upublikowany w kwietniu 2014 roku. Sześć uczestniczących zespołów rywalizowało systemem kołowym w ramach dwóch trzyzespołowych konferencji w ciągu trzech meczowych dni pomiędzy 7 a 21 czerwca 2014 roku. Zwycięzca meczu zyskiwał cztery punkty, za remis przysługiwały dwa punkty, porażka nie była punktowana, a zdobycie przynajmniej czterech przyłożeń lub przegrana nie więcej niż siedmioma punktami premiowana była natomiast punktem bonusowym. Zawody były transmitowane m.in. przez J Sports i Fiji TV. 
W swoich konferencjach zwyciężyły Japonia i Samoa. Najwięcej punktów zdobył Japończyk Ayumu Gorōmaru, w klasyfikacji przyłożeń z pięcioma zwyciężył zaś reprezentant USA, Blaine Scully.

## Pacific Islands conference
| 7 czerwca 201414:00 | Samoa                                | 18:18 | Tonga                                                | Apia Park, Apia Widzów: 11 000 Sędzia: Wayne Barnes |
| 7 czerwca 201414:00 | Pisi 8 (pd 2K) Otto 5 (P) Lemi 5 (P) | 18:18 | Fosita 5 (pd K) Katoa 5 (P) Afu 5 (P) Apikotoa 3 (K) | Apia Park, Apia Widzów: 11 000 Sędzia: Wayne Barnes |
| 7 czerwca 201414:00 | Johnston                             | 18:18 | Taufa                                                | Apia Park, Apia Widzów: 11 000 Sędzia: Wayne Barnes |

| 14 czerwca 201415:00 | Fidżi                                                            | 45:17 | Tonga                                        | Churchill Park, Lautoka Widzów: 5850 Sędzia: Rohan Hoffman |
| 14 czerwca 201415:00 | Nadolo 20 (P 6pd K) Votu 10 (2P) Bobo 10 (2P) Waqaniburotu 5 (P) | 45:17 | Apikotoa 3 (K) Fihaki 10 (2P) Fosita 4 (2pd) | Churchill Park, Lautoka Widzów: 5850 Sędzia: Rohan Hoffman |
| 14 czerwca 201415:00 | Votu                                                             | 45:17 |                                              | Churchill Park, Lautoka Widzów: 5850 Sędzia: Rohan Hoffman |

| 21 czerwca 201415:00 | Fidżi                       | 13:18 | Samoa        | ANZ Stadium, Suva Widzów: 7350 Sędzia: Mathieu Raynal |
| 21 czerwca 201415:00 | Nadolo 8 (P K) Nalaga 5 (P) | 13:18 | Pisi 18 (6K) | ANZ Stadium, Suva Widzów: 7350 Sędzia: Mathieu Raynal |
| 21 czerwca 201415:00 | Nakarawa                    | 13:18 | Otto · Lemi  | ANZ Stadium, Suva Widzów: 7350 Sędzia: Mathieu Raynal |

## Asia/Pacific conference
| 7 czerwca 201418:00 | Kanada                                                        | 25:34 | Japonia                                                  | Swangard Stadium, Burnaby Widzów: 6382 Sędzia: Leighton Hodges |
| 7 czerwca 201418:00 | Hearn 5 (P) Pritchard 10 (2pd 2K) Moonlight 5 (P) Paris 5 (P) | 25:34 | Gorōmaru 19 (2pd 5K) Fujita 5 (P) Tamura 5 (P) Tui 5 (P) | Swangard Stadium, Burnaby Widzów: 6382 Sędzia: Leighton Hodges |
| 7 czerwca 201418:00 | Horie                                                         | 25:34 |                                                          | Swangard Stadium, Burnaby Widzów: 6382 Sędzia: Leighton Hodges |

| 21 czerwca 201415:00 | Stany Zjednoczone                                 | 38:35 | Kanada                                                         | Cal Expo, Sacramento Widzów: 7802 Sędzia: Stuart Berry |
| 21 czerwca 201415:00 | Thompson 5 (P) Wyles 23 (P 3pd 4K) Scully 10 (2P) | 38:35 | Jones 10 (2P) Pritchard 15 (P 5pd) Carpenter 5 (P) Hearn 5 (P) | Cal Expo, Sacramento Widzów: 7802 Sędzia: Stuart Berry |
| 21 czerwca 201415:00 | LaValla                                           | 38:35 | Mack · Sinclair                                                | Cal Expo, Sacramento Widzów: 7802 Sędzia: Stuart Berry |